# Trolejbusy w Belfaście
Trolejbusy w Belfaście – zlikwidowany system trolejbusowy w Belfaście, w Irlandii Północnej. Był to jedyny taki system w tym kraju. Trolejbusy rozpoczęły kursowanie 28 marca 1938 r. i stopniowo zaczęły zastępować linie tramwajowe.
System trolejbusowy Belfastu był drugim pod względem wielkości systemem w Wielkiej Brytanii, większy był tylko londyński. Ogółem funkcjonowało 17 linii, maksymalnie kursowało 245 trolejbusów. Trolejbusy wycofano z ulic Belfastu 12 maja 1968 r.

## Historia
W 1936 r. władze miejskie zaplanowały uruchomienie próbnej linii trolejbusowej pod warunkiem, że systemy trolejbusowe w Birminghamie, Bournemouth, Londynie, Nottinghamie, Portsmouth i Wolverhamptonie się przyjmą. Sprowadzono siedem trolejbusów, po jednym od firm AEC, Crossley, Daimler, Guy, Karrier, Leyland i Sunbeam. Były one wyposażone w sześć typów silników elektrycznych z nadwoziami pięciu różnych producentów. Jeżeli testy trolejbusów zakończyłyby się sukcesem, Belfast Corporation dokonałoby ich zakupu, w przeciwnym wypadku miałyby zostać zwrócone producentom. 28 marca 1938 r. otwarto trasę z zajezdni Falls Park wzdłuż Falls Road.
Po pomyślnych testach trolejbusów, Belfast Corporation postanowiło o zastąpieniu sieci tramwajowej trolejbusową. W przedsiębiorstwie AEC zamówiono 114 trolejbusów, jednak ograniczenia wojenne spowodowały, że dostarczono tylko 88.
13 lutego 1941 r. trolejbusy wraz z otwarciem linii od nowej zajezdni Haymarket rozpoczęły kursowanie we wschodnim Belfaście. System stopniowo się powiększał, a ostatnią linię tramwajową zamknięto w 1954 r. Kolejne odcinki systemu trolejbusowego zbudowano w 1959 r. W celu przyspieszenia rozwoju trolejbusów, z Wolverhampton sprowadzono 11 używanych trolejbusów w 1952 r. W 1958 r. sprowadzono prototyp trolejbusu Sunbeam; planowano zakupić kolejne trolejbusy i wycofać najstarsze egzemplarze z ruchu, jednak krótko później rozpoczęto likwidację systemu. Ostatnią linię zamknięto 12 maja 1968 r.

## Tabor
| Numery  | Liczba | Podwozie      | Nadwozie      | Lata eksploatacji | Uwagi            |
| ------- | ------ | ------------- | ------------- | ----------------- | ---------------- |
| 1-2     | 2      | AEC 664T      | Harkness      | 1938-1958         |                  |
| 3       | 1      | Crossley TDD6 | Crossley      | 1938-1958         |                  |
| 4       | 1      | Crossley TDD6 | Harkness      | 1938-1958         |                  |
| 5-6     | 2      | Daimler CTM6  | Harkness      | 1938-1958         |                  |
| 7       | 1      | Guy BTX       | Park Royal    | 1938-1958         |                  |
| 8       | 1      | Guy BTX       | Harkness      | 1938-1958         |                  |
| 9-10    | 2      | Karrier E6A   | Harkness      | 1938-1958         |                  |
| 11-12   | 2      | Leyland TTB4  | Leyland       | 1938-1958         |                  |
| 13-14   | 2      | Sunbeam MS2   | Cowieson      | 1938-1958         |                  |
| 15-102  | 88     | AEC 664T      | Harkness      | 1940-1963         |                  |
| 103-128 | 26     | Guy BTX       | Harkness      | 1948-1963         |                  |
| 129-130 | 2      | Sunbeam W4    | Park Royal    | 1941-1958         |                  |
| 131-142 | 12     | Sunbeam W4    | Harkness      | 1946-1960         |                  |
| 143-186 | 44     | Guy BTX       | Harkness      | 1948-1965         |                  |
| 187-234 | 48     | BUT 9641T     | Harkness      | 1950-1968         |                  |
| 235-240 | 6      | Sunbeam MF2   | Park Royal    | 1952-1956         | ex Wolverhampton |
| 241-245 | 5      | Sunbeam MF2   | Charles H Roe | 1952-1956         | ex Wolverhampton |
| 246     | 1      | Sunbeam F4A   | Harkness      | 1958-1968         |                  |

Trolejbusy malowano początkowo w barwy biało-niebieskie. Po II wojnie światowej kolory zmieniono na biało-czerwone.

### Pojazdy historyczne
Pięć dawnych trolejbusów z Belfastu zostało zachowanych:
- AEC 664T 98 i Guy BTX 112 w Ulster Folk & Transport Museum, Cultra
- Guy BTX 168 w Keighley Bus Museum[11]
- Guy BTX 183 w National Transport Museum of Ireland, Dublin
- Sunbeam F4A 246w East Anglia Transport Museum, Carlton Colville[12]

## Zajezdnie
Trolejbusy stacjonowały w trzech zajezdniach:
- Falls Park
- Haymarket
- Short Strand